# إبراهيم أدهم الزهاوي
إبراهيم أدهم الزَّهَاوي (1320 - 1382 هـ / 1902 - 1962 م) هو شاعر عراقي.
هو إبراهيم بن أدهم بن محمد صالح بن محمد فيضي الزهاوي، بن الملا أحمد بن حسن بك بن رستم بن كيخسرو بن الأمير سليمان بن أحمد بك بن بوراق بك بن خضر بك بن حسين بك بن الأمير سليمان الكبير رئيس الأسرة البابانية والذي أنشأ حفيده إبراهيم باشا بابان مدينة السليمانية وسماها باسم جدهِ سليمان، وهو من ذرية الصحابي خالد بن الوليد المخزومي، وعمه هو الشاعر جميل صدقي الزهاوي.
قال صاحب شعراء بغداد: «كان من أعنف الشباب الذين تقمصوا الوطنية وراحوا يثيرون الحماسة في نفوس المواطنين بالقصائد اللاهبة، وتناول أقطاب الحكم وعلى رأسهم البيت المالك، مما جعلهم يطاردونه ويعذبونه، حتى كسر فكه الأسفل ولحقه شلل، وصار يعتزل الناس ويتكلم منفرداً.»
من آثاره: «أبطال اللانهاية» و ديوان شعر جمعه وحققه عبد الله الجبوري.